# Flugplatz Kitzingen

i7
i11
i13
Der Flugplatz Kitzingen (ICAO-Code: EDGY) ist ein Sonderlandeplatz nahe Kitzingen-Etwashausen. Auf dem Gelände des heutigen Flugplatzes fand schon ab 1917 militärischer Flugbetrieb statt. In der Zeit vor und während des Zweiten Weltkrieges nutzte ihn die Luftwaffe und anschließend bis knapp zwei Jahrzehnte nach dem Ende des Kalten Kriegs diente er der U.S. Army. Inzwischen gibt es nur eine zivile Nutzung.

## Geschichte
Der Fliegerhorst Kitzingen der Luftwaffe der Wehrmacht wurde 1934 angelegt. Im Jahre 1935 nahm die Fliegerhorstkommandantur ihren Dienst auf. Im Norden des Fliegerhorstes befanden sich zwei sehr große, vier große und ein mittlerer Flugzeughangar. In der nordwestlichen Ecke und hinter den Hangars waren Wirtschafts- und Unterkunftsgebäude vorhanden. Ab 1939 war hier die Stukaschule Kitzingen untergebracht. Bis November 1944 wechselten sich verschiedene Flugzeugführerschulen, mit Schwerpunkt Sturzkampfflieger und Nachtjäger, bei der Belegung des Platzes ab. Als erste fliegende aktive Einheit war hier ab 1935 die Fliegergruppe Kitzingen stationiert. Die folgende Tabelle zeigt eine Auflistung ausgesuchter fliegender aktiver Einheiten (ohne Schul- und Ergänzungsverbände) der Luftwaffe, die hier zwischen 1935 und 1945 stationiert waren.
| Von           | Bis          | Einheit                       | Ausrüstung                                  |
| ------------- | ------------ | ----------------------------- | ------------------------------------------- |
| 1935          | April 1936   | Fliegergruppe Kitzingen       |                                             |
| April 1936    | April 1939   | I./Sturzkampfgeschwader 165   | Heinkel He 51, Arado Ar 65, Henschel Hs 123 |
| Mai 1939      | Juli 1939    | III./Sturzkampfgeschwader 51  | Junkers Ju 87B                              |
| November 1939 | Februar 1940 | Stab und I./Kampfgeschwader 2 | Dornier Do 17Z                              |
| März 1940     | Mai 1940     | I./Kampfgeschwader 3          | Dornier Do 17Z                              |
| November 1941 | Februar 1942 | III./Sturzkampfgeschwader 2   | Junkers Ju 87R                              |
| Oktober 1941  | März 1942    | I./Zerstörergeschwader 26     | Messerschmitt Bf 110                        |
| Dezember 1941 | Januar 1942  | III./Kampfgeschwader 77       | Junkers Ju 88A                              |
| April 1942    | Mai 1942     | Stab, III./Kampfgeschwader 76 | Junkers Ju 88A                              |
| April 1943    | Juli 1943    | II./Kampfgeschwader 76        | Junkers Ju 88A                              |
| Dezember 1944 | Mai 1945     | Stab/Nachtjagdgeschwader 6    | Messerschmitt Bf 110                        |
| Januar 1945   | März 1945    | II./Kampfgeschwader (J) 54    | Messerschmitt Me 262A                       |

Am 11. April 1945 eroberte die US Army den Flugplatz. Schon ab dem 15. April wurde er durch die United States Army Air Forces (USAAF) als Advanced Landing Ground ALG R-6 in Betrieb genommen. Bis zum 8. Mai 1945 wurden von dort aus Jagdbomber des Typs Republic P-47 Thunderbolt eingesetzt, die der 405th Fighter Group der Ninth Air Force angehörten. Danach betrieb die U.S. Army den Flugplatz als Army Air Force Station Kitzingen bis 1981. Im Jahr 1981 wurde der damalige hauptsächliche Nutzer, das 3rd Combat Aviation Battalion nach Giebelstadt verlegt, und der Flugplatz wurde fortan als Kitzingen Army Airfield Heliport bezeichnet. Er diente bis zum Abzug der US-amerikanischen Streitkräfte 2007 als reiner Militärflugplatz. Die Kaserne trug ab 1951 den Namen Harvey Barracks und war Standort der 3rd  und später der 1st Infantry Division.

## Heutige Nutzung
Mittlerweile ist er ein vom örtlichen Luftsportclub zivil betriebener Sonderlandeplatz.